# Lei do Minuto Seguinte
A Lei 12.845, popularmente conhecida como Lei do Minuto Seguinte, foi sancionada em 1º de agosto de 2013 pela ex-presidente Dilma Rousseff. A Lei visa o direito das vítimas de violência sexual, que desde então podem buscar atendimento emergencial, integral, multidisciplinar e gratuito no Sistema Único de Saúde (SUS), sem a necessidade do boletim de ocorrência ou qualquer outro documento que comprove o abuso sofrido.
Desde que entrou em vigor, em novembro de 2013, os hospitais da rede pública de saúde são obrigados a dar suporte médico imediato, incluindo social e psicológico -  por isso multidisciplinar -, além do diagnóstico e do tratamento de lesões físicas. Também deve fornecer medicamentos necessários para evitar gravidez e doenças sexualmente transmissíveis (DSTs).

## Histórico
Ainda pouco conhecida, a Lei nº 12.845 foi apresentada na Câmara dos Deputados no dia 24 de fevereiro de 1999, até então como Projeto de Lei 60/1999, autoria da Iara Bernardi, professora, que na época era deputada federal filiada ao Partido dos Trabalhadores (PT), em São Paulo.
Somente no dia 1º de agosto de 2013 ela foi sancionada pela ex-presidente da República, Dilma Rousseff e os ministros referendantes. Os direitos que a Lei trouxe vão muito além do atendimento emergencial, na qual são tratadas as lesões físicas causadas pelo agressor. Ela garante um atendimento completo, que inclui amparo médico, psicológico e social; profilaxia da gravidez e de doenças sexualmente transmissíveis (DSTs); coleta do material para realização do exame de HIV;  orientação sobre os direitos legais e serviços sanitários disponíveis; e a disponibilização do registro de ocorrência e encaminhamento ao órgão de medicina legal e delegacias especializadas.
Além disso, ela define que durante o tratamento das lesões, quando houver, caberá ao médico responsável o dever de preservar materiais que possam ser coletados no exame médico legal, e que cabe ao órgão de medicina legal o exame de DNA para identificação do agressor.
O popular nome “Lei do Minuto Seguinte” surgiu após a pesquisa estatística realizada pelo Ipea (Instituto de Pesquisa Econômica Aplicada) em 2016, que registrou 49,5 mil vítimas de estupro registrados no Brasil. No entanto, considera-se que esse número represente apenas 10% dos crimes dessa natureza, já que grande parte das vítimas não denunciam seus agressores. De acordo com o Ministério Público Federal, 500 mil mulheres sofrem abuso por ano no país, o que pode chegar a uma mulher sofrendo violência física por minuto - considera-se violência sexual para os fins desta lei qualquer forma de atividade sexual não consentida.

## Hospital
É de extrema importância que a vítima busque ajuda médica rapidamente em qualquer unidade de saúde da rede pública. Como esse tipo de ocorrência é considerada de urgência, os profissionais da saúde devem ouvir o relato do que aconteceu com o paciente se atentando a cada detalhe para sinalizar a quais riscos ela foi exposta e dar início a profilaxia, que é a utilização de procedimentos e recursos que estabelece medidas preventivas para a preservação do bem-estar.
No caso de gravidez e HIV, a medicação deve ser administrada no prazo de 72 horas. Para outras DSTs, como como sífilis, gonorreia e clamídia o remédio pode ser aplicado em até sete dias depois do abuso sexual.
A vítima deve receber atendimento por qualquer estabelecimento de saúde, inclusive postos do SUS. Se na unidade procurada não houver a medicação necessária ou condições de atendimento à essa pessoa, a própria unidade deverá levá-la até o hospital mais próximo que possa realizar o procedimento, sem cobrar nada por isso. Para vítimas com plano de saúde, esse atendimento pode ser realizado em um hospital particular, e deve ser feito rapidamente. O tratamento é garantido pelo rol básico de qualquer convênio médico.
André Malavasi, ginecologista no hospital Pérola Byington - referência no atendimento de vítimas de estupro em São Paulo, chegando a receber de 12 a 15 casos de abuso por dia - explica que se a mulher for primeiro ao hospital e depois à delegacia, não tem problema, que uma coisa não inviabiliza a outra. Como não há necessidade alguma de apresentar o boletim de ocorrência, não é obrigatório que a vítima denuncie o agressor nem antes, nem depois, caso não queira. No entanto, para casos de violência sexual com menores de idade que não chegaram à clínica encaminhadas pelo sistema de Justiça, o hospital é obrigado a apresentar a denúncia ao Conselho Tutelar e à Vara de Infância, já que “esse é um tipo de violência que o agressor tende a reincidir”, explica Silvia Chakian, promotora do MPSP (Ministério Público do Estado de São Paulo).
Para abusos resultados em gravidez, é direito da vítima realizar o aborto na rede pública de saúde, sem a necessidade do boletim de ocorrência ou autorização judicial. Qualquer hospital que disponha de um centro cirúrgico e centro obstétrico pode realizar a cessação da gestação nesses casos, desde que esteja na 20º ou 22º semana e o feto pese até 500 gramas. A vítima não precisa provar que esteve antes no hospital para fazer a profilaxia ou que registrou denúncia contra o agressor.  Contudo, não é raro que o procedimento seja negado por convicções religiosas e morais dos profissionais de saúde
Nos casos de negativa ao atendimento dentro dos moldes do que já prevê a lei, o paciente deve denunciar. Ela pode ser feita através do Disque 180, pelo site da campanha, ou pela Sala de Atendimento ao Cidadão do Ministério Público Federal.

## Inquérito
A campanha surgiu como resultado de um inquérito civil conduzido desde 2016 pela Procuradoria Regional dos Direitos do Cidadão - órgão do Ministério Público Federal em São Paulo -, para identificar as deficiências do atendimento no SUS nos casos de violência sexual. A má qualidade no serviço prestado aos pacientes de abusos e a falta de informações claras sobre a assistência médica, psicológica e social disponíveis foram os principais problemas identificados, principalmente quando a violação resulta em gravidez.
Conforme dados do Atlas da Violência, agrupado pelo Ipea e pelo Fórum Brasileiro de Segurança Pública, em 2016, de 50 mil casos de estupro denunciados para a polícia, apenas 23 mil foram atendidas pelo SUS.
A Procuradoria exigiu então maior publicidade às informações sobre o que as vítimas deveriam fazer logo após a circunstância do abuso sexual e a quais unidades de saúde poderiam recorrer para receber os cuidados emergenciais e recomendações. Além disso, foi orientado a diversos órgãos de saúde que aperfeiçoassem o atendimento assistencial às mulheres.
Todavia, sem a popularização do conhecimento da Lei do Minuto Seguinte e sem o devido amparo no Sistema Único de Saúde, as mulheres, principalmente aquelas em situação de vulnerabilidade social e econômica, acabam não tendo acesso à profilaxia de gravidez e DSTs dentro de 72 horas, como deve ocorrer. Isso resulta em mulheres contraindo doenças graves e se sujeitando a métodos clandestinos de aborto, que podem da seguimento a sérias complicações ou até mesmo a morte.

## Campanha[5]
Para o conhecimento da população a respeito da Lei do Minuto Seguinte, o Ministério Público Federal, a Abap (Associação Brasileira de Agências de Publicidade) e a agência Y&R lançaram uma campanha no dia 7 de novembro de 2018.
Composta por 3 anúncios, 8 cartazes, 5 posts, 7 vídeos e 2 áudios que seriam divulgados no país inteiro, o teor da peça se baseia na premissa da lei: a palavra da vítima é o suficiente. Com o slogan “Sua palavra é lei” e a paleta de cores girando em torno do vermelho, preto e branco, a ideia é atrair atenção para o fato de que a palavra da vítima deve ser suficiente e sempre levada em consideração para obter atendimento gratuito e integral, e causar incômodo diante um caso de tamanha gravidade.
De acordo com Gal Barradas, a então vice-presidente da Abap, a maior necessidade da campanha era a de batizar a lei para que ela não fosse chamada de forma errada, com nomes pejorativos que pudessem estigmatizar a legislação. O nome representa a importância do atendimento logo após a agressão. Já Laura Esteves, diretora de criação da Y&R e responsável pelo desenvolvimento das peças conta os dois objetivos principais era “desenvolver uma campanha didática e informativa e fazer com que ela traga um senso de urgência”.
A campanha foi veiculada nos principais portais da internet e em painéis digitais em paradas de ônibus, cumprindo dupla função: iluminar os locais de maior incidência de casos de violência sexual, contribuindo para a prevenção de ataques no período noturno, e transmitir as informações sobre a lei.
O apoio à campanha pode ser manifestado através da #leidominutoseguinte nas mídias sociais, por toda a população. As iniciativas digitais incluíram a contribuição de influenciadores para a divulgação do conteúdo e uma ação inédita da mídia social Facebook no país: a disponibilização do primeiro cover brasileiro - tema para a foto de perfil - relacionado a uma ação social. No dia 25 de novembro de 2018, Dia Internacional da Não-Violência contra a Mulher, foi lançada a “estátua dos mil rostos”, uma escultura itinerante de corpo feminino cujo rosto era uma tela eletrônica com imagens de mulheres se alternando a cada minuto.
Desenvolvida inteiramente com trabalho voluntário, a campanha contou com centenas de profissionais, entre eles publicitários, fotógrafos, cinegrafistas e representantes de mídia. Veja a lista completa de voluntários e ficha técnica da campanha aqui.
As informações e orientações às vítimas estão disponibilizadas no site www.leidominutoseguinte.mpf.mp.br, onde é possível encontrar a legislação completa, uma seção de perguntas e respostas e um canal de denúncias, que encaminha automaticamente os relatos registrados ali para o Ministério Público Federal, Ministério da Saúde e secretarias estaduais de acordo com o estado que você esteja, para que seja investigado e medidas necessárias sejam providenciadas. Além disso, o site disponibiliza as peças da campanha e informa todos os apoiadores. 

## Críticas negativas
Após a sanção da lei, os parlamentares religiosos queriam que a ex-presidente Dilma Rousseff vetasse o trecho que obriga os hospitais a realizarem a profilaxia de gravidez em casos de estupro.
Marco Feliciano, deputado do PSC-SP (Partido Social Cristão), e na época  presidente da Comissão de Direitos Humanos da Câmara, argumentou que o termo “profilaxia” é dúbio, dando abertura para que abortos sejam realizados em estágios mais avançados da gravidez, após críticas à sanção em sua mídia social Twitter.
O Poder Executivo anunciou que enviaria um projeto de lei que substituísse o termo “profilaxia” por “medicação com eficiência precoce para prevenir gravidez resultante de estupro", mas a mudança não ocorreu.
O Ministério da Saúde afirmou que o termo profilaxia se refere ao uso da tão conhecida “pílula do dia seguinte”, medicação que evita a fecundação do óvulo até 72 horas depois do ato sexual, mas não tem o poder de interromper uma gestação.
Em discurso na sessão plenária da Câmara, o deputado Roberto de Lucena do PV-SP (Partido Verde) disse:
“A bancada evangélica, a bancada da família, a bancada católica e outras representações desta Casa, bem como organizações sociais fizeram-se representar no diálogo com a presidenta Dilma e com o governo, colocando as suas preocupações de que essa expressão nessa proposta poderia abrir uma brecha para a prática do aborto”.
O ex-deputado, Eduardo Cunha, que na ocasião era líder do PMDB-RJ (Partido do Movimento Democrático Brasileiro) e evangélico, compartilhou em sua conta no Twitter um post do Portal da Fé em Jesus, que dizia: “Derrota vergonhosa para o Brasil. Dilma sanciona o aborto”.

## Lei aplicada na realidade
Ainda que o atendimento no Brasil seja garantido por lei, seja ela pela polícia ou por médicos, é possível observar que há muitas críticas por parte das vítimas na hora de buscar ajuda.
Sheylli Caleffi foi estuprada em uma cidade no Espírito Santo, durante o réveillon. Ela contou ao G1 em novembro de 2018 que naquela época não sabia da existência da Lei do Minuto Seguinte, e que por esse motivo foi direto para a delegacia. Lá encontrou inúmeras dificuldades para registrar o boletim de ocorrência, e que um dos policiais que estava atendendo chegou a pedir o endereço do estuprador para continuar com o registro. Traumatizada e sem conseguir a prisão de seu agressor, ela fez um vídeo sobre o que não deve ser feito e nem dito às vítimas de violência sexual, e desde então recebeu diversos relatos de mulheres que foram agredidas sexualmente. Hoje esses relatos estão concentrados em um grupo de apoio às vítimas no Facebook, chamado “As incríveis mulheres que vão morrer duas vezes”.
"Qualquer vítima (de estupro) pode ser atendida em hospitais, mas a gente não sabe disso então geralmente não vai ou vai na polícia e eles muitas vezes não sabem encaminhar essa vítima. Todas relatam muito descaso. As pessoas querem julgar com a cabeça delas se aquilo foi estupro ou não. A falta de empatia é um denominador comum no atendimento às vítimas”.
Sarah (nome fictício), também em entrevista ao G1, relatou ter sido estuprada por dois homens à mão armada em São Paulo. Após buscar uma UBS (Unidade Básica de Saúde), ela relata ter encontrado um enfermeiro que não sabia qual o procedimento tomar diante uma vítima de abuso sexual. Ela conseguiu aguardar até a responsável pela UBS, que iniciou o atendimento com profilaxia envolvendo remédios anti-HIV e até uma notificação para a polícia.

Tanto Sheylli quanto Sarah acreditam no como o atendimento pode colaborar ou prejudicar na recuperação da vítima, e que deveriam ter lugares específicos com profissionais treinados para esse tipo de ocorrência.